# Pauly Shore
Pour les articles homonymes, voir Shore et Pauly.
Pauly Shore est un acteur, humoriste, producteur, réalisateur et scénariste américain né le 1er février 1968 à Hollywood (Los Angeles).

## Biographie

### Jeunesse
Shore est né sous le nom de Paul Montgomery Shore à Hollywood en Californie. Il est le fils de l'humoriste Sammy Shore (en) et de Mitzi Shore (en) (née Saidel), qui fondent le légendaire The Comedy Store à Los Angeles. Il est élevé dans une famille juive avec ses deux frères, Scott et Peter. Shore grandit à Beverly Hills et est diplômé de la Bevery Hill High School en 1986.

### Carrière
Shore commence sa carrière en tant qu'artiste de stand-up, et tourne également dans quelques films de la fin des années 1980. Pendant son premier Spring Break (gig), il commence à développer son personnage fétiche « weasel ». Son premier album de comédie, 1991’s The Future Of America, fut nommé meilleur album de comédie par le College Music Journalists. L’album ouvre la voie aux réalisations suivantes de Shore, Scraps from the Future et Pink Diggly Diggly.
Shore a un petit rôle dans le film Les Nerfs à vif (1991). Il était en prison avec Max Cady (personnage joué par Robert De Niro).

## Filmographie

### Comme acteur
- 1988 : Et si on le gardait ? (For Keeps?) : Retro
- 1988 : 18 Again! (en) : Barrett
- 1989 : Rock & Read (vidéo) : The Host
- 1989 : What's Alan Watching? (TV) : Craig
- 1989 : Le Carrefour des Innocents (Lost Angels) : Enfant #3
- 1989 : Phantom of the Mall: Eric's Revenge : Buzz
- 1989 : Dream Date (TV) : Rudy
- 1990 : Wedding Band (es) : Nicky
- 1992 : California Man (Encino Man, L'Homme d'encino au Québec) : Stoney Brown
- 1992 : Class Act de Randall Miller : Julian Thomas
- 1993 : L'Apprenti fermier (Le Gendre) (Son in Law) : Crawl
- 1994 : En avant, les recrues ! (In the Army Now) : Bones Conway
- 1995 : Dingo et Max (A Goofy Movie) : Robert 'Bobby' Zimmeruski (School Mate) (voix)
- 1995 : Jury Duty : Tommy Collins
- 1996 : Bio-Dome de Jason Bloom : Bud Macintosh
- 1997 : The Curse of Inferno : Chuck Betts
- 1997 : Pauly (série TV) : Pauly Sherman
- 1997 : Casper l'apprenti fantôme (Casper: A Spirited Beginning) (TV) : Snivel (voix)
- 1998 : Casper et Wendy (Casper Meets Wendy) (TV) : The Oracle
- 1999 : Hugh Hefner et l'empire playboy (Hefner: Unauthorized) (TV) : Lenny Bruce
- 2000 : Dingo et Max 2 (An Extremely Goofy Movie) (vidéo) : Bobby Zimmeruski (voix)
- 2000 : En lettres de sang (Red Letters) : Anthony Griglio
- 2000 : The Princess & the Barrio Boy (TV) : Wesley
- 2001 : The Wash : Man in Trunk
- 2003 : Pauly Shore est mort (Pauly Shore Is Dead) : Pauly Shore et le cousin de Bucky
- 2005 : Minding the Store (série TV) : Pauly Shore
- 2009 : Super Kids de R. Michael Givens (arz) : Robert Benson
- 2020: Guest house by Sam Macaroni : Randy

### Comme producteur
- 2003 : Pauly Shore est mort (Pauly Shore Is Dead)

### Comme réalisateur
- 2003 : Pauly Shore est mort (Pauly Shore Is Dead)

### Comme scénariste
- 2003 : Pauly Shore est mort (Pauly Shore Is Dead)

## Discographie
- 1992 : Scraps from the Future (Sony Music Distribution)
- 1994 : Pink Diggily Diggily (Priority Records)
- 1994 : Future of America (WTG Records)
- 2000 : Hollywood, We've Got a Problem	(800 Pound Gorilla Record)[1]

## Distinctions
Il a été nommé pire révélation de la décennie aux Razzie Awards 1999 pour ses rôles dans Bio-Dome, Jury Duty et California Man.